# Ciclopamina
|  | No s'ha de confondre amb l'antidepressiu ciclopramina.. |

La ciclopamina (11-deoxojervina) és una substància química natural que pertany al grup dels esteroides alcaloides anomenats jerveratrum. És un teratogen que es troba al lliri de la praderia (Veratrum californicum) el qual és responsable de malformacions al fetus. Pot impedir que el cervell d'un fetus es divideixi en dos lòbuls (holoprosencefàlia) o causar el desenvolupament d'un sol ull (cyclopia). Això ho fa a través de la inhibició de la formació de la proteïna hedgehog(Hh). La ciclopamina és útil per a l'estudi de la Hh en un desenvolupament normal i el seu potencial per al tractament de determinats càncers en els quals la Hh està present en excés.
A aquesta substància se li va posar el nom de ciclopamina, com el personatge de la mitologia grega ciclop, per uns corders d'un sol ull que es van trobar en una granja d'Idaho (USA), per efecte de l'alimentació de la seva mare amb el lliri de la praderia. El 1957 el Departament d'Agricultura d'aquell país va encetar una investigació que va portar a la identificació de la ciclopamina com la causa d'aquest defecte de naixement.

## Efectes fisiològics

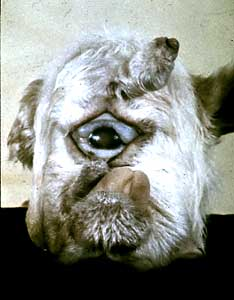
Cap de corder nascut sota els efectes de la ciclopamina.

La ciclopamina inhibeix la síntesi de la proteïna hedgehog (Hh) perquè influeix en el balanç entre les formes actives i inactives que intervenen en el funcionament de proteïnes receptores.

## Potencial mèdic
Actualment s'està investigant la ciclopamina com a tractament del Carcinoma basocel·lular també conegut com a càncer de pell. També influeix en la formació del meduloblastoma, que és un tumor intracranial maligne de cèl·lules embrionàries que comença a nivell del cerebel. O també pot influir en el desenvolupament del rhabdomyosarcoma (sarcoma). Tots aquests tipus de tumors són el resultat d'un excés d'activitat de la Hh, com és el cas del glioblastoma multiforme, o el mieloma múltiple.
Els estudis realitzats suggereixen que la ciclopamina actua com un inhibidor primari de la drecera per a l'activació de la proteïna hedgehog a nivell cel·lular. Aquesta drecera, és emprada per les cèl·lules per ajudar-les a reaccionar davant de senyals químics externs. La drecera és responsable de portar endavant funcions importants en el desenvolupament embrionari i quan falla aquesta drecera o s'activa incorrectament els resultats poden anar des de malformacions en el fetus fins a aparició de tumors cancerigens en adults de diversos tipus: carcinoma en la pell, meduloblastoma, rhabdomyosarcoma, càncer de pròstata, càncer pancreàtic i càncer de pit. Amb el control d'aquesta substància s'espera poder revertir els efectes d'aquests càncers. Moltes dels fàrmacs que s'utilitzen per a curar el càncer són paradoxalment causants de càncer en subjectes sans.
El fàrmac, derivat químic de l'estudi de la ciclopamina s'anomena IPI-926 i es troba actualment en fase de proves.

## Substàncies semblants
- Saridegib, també conegut com a IPI-926, és semi-sintètica i actua anàlogament com la ciclopamina.
- Vismodegib, un inhibidor artificial de la Hh.
- Sonidegib, un inhibidor artificial de la Hh.